# فريق تدريب المساعدة العسكرية للتحالف
كان فريق تدريب المساعدة العسكرية للتحالف (CMATT) جزءًا من سلطة التحالف المؤقتة التي شُكِّلت لتنظيم الجيش العراقي وتدريبه وتجهيزه منذ عام 2003. وأصبح لاحقًا جزءًا من قيادة انتقال الأمن المتعددة الجنسيات - العراق (MNSTC-I). كان لدى CMATT خطط أولية لإنشاء تسعة ألوية مشاة في ثلاثة فرق، وقوة دفاع ساحلية، ووضع إطار لذراع طيران للجيش.
كان من بين أهداف CMATT تطوير قوة قادرة على:
- تحت السيطرة السياسية،
- مسئول أمام الأمة، و
- دفاعية في القدرة

بالإضافة إلى ذلك، قام مستشارو CMATT بتأسيس (أو إعادة تأسيس) مدارس المشاة واللوجستيات والإدارة والخدمات الطبية والإشارات والشرطة العسكرية في الجيش العراقي.
في 25 يونيو/حزيران 2003، منح الجيش الأمريكي، بالنيابة عن سلطة الائتلاف المؤقتة، شركة فينيل عقدًا بقيمة 48 مليون دولار أمريكي "بتكلفة ثابتة بالإضافة إلى رسوم" لتدريب أول تسع كتائب، أو 9000 مجند، من فيلق العراق الجديد الذي يبلغ قوامه 44 ألف فرد، والذي سرعان ما أصبح يُعرف باسم "الجيش العراقي الجديد". وعلى نحو منفصل، صدر أمر تنفيذ مهمات بقيمة 30 مليون دولار أمريكي في إطار برنامج التعزيز المدني اللوجستي القائم لتقديم الدعم اللوجستي لبرنامج تدريب وكالة الاستخبارات الوطنية.
كانت مراكز التجنيد الرئيسية لـ CMATT تقع في بغداد والبصرة والموصل. وكان المجندون الأكثر طلبًا هم من سبق لهم الخدمة العسكرية أو من ذوي المهارات في مهن محددة مثل الإسعافات الأولية، وتشغيل المعدات الثقيلة، وتقديم الطعام، وقيادة الشاحنات. "في المراحل الأولى من هذا الجهد، احتاجت CMATT إلى 1000 مجند لإنتاج كتيبة نشطة من 757 جنديًا." عادةً ما كان انسحاب الجنود ناتجًا عن الانسحاب الطوعي أو عدم استيفاء معايير التدريب.
نظراً للطلب المتزايد على تفعيل الكتائب الأولى في أسرع وقت ممكن، يجري تدريب ضباط وضباط صف ومجندي الكتائب الأربع الأولى في آنٍ واحد (في مجموعات منفصلة). وبحلول أواخر يناير/كانون الثاني 2004، اكتمل تدريب المجندين من الكتائب الثلاث الأولى. وتشمل الاختلافات الملحوظة في التدريب بين برنامج CMATT والتدريب السابق في عهد صدام حسين التثقيف في مجال حقوق الإنسان، وقوانين الحرب البرية، والتسامح في فريق متعدد الأعراق.
استنادًا إلى الفلسفة التي استخدمها الجيش الأمريكي لتعزيز حجمه استجابةً للحرب العالمية الثانية - وهي أنه يمكن بناء الجيش بشكل أسرع من خلال التركيز على تدريب قياداته بدلاً من الجنود المجندين - اتبعت CMATT استراتيجية مماثلة لتركيز التجنيد والتدريب على ضباط الصف والضباط المفوضين للكتائب العراقية الـ 23 المتبقية. بعد الانتهاء بنجاح من تدريب الضباط، كان من المفترض أن تشكل هذه المجموعات من الضباط كادر قيادة الكتيبة، والذي سيكون مسؤولاً بعد ذلك، تحت إشراف CMATT، عن الإشراف على تجنيد وتدريب وجاهزية المجندين. وكان من المأمول أن يؤدي تدريب القيادة العراقية لنفسها إلى التغلب على المشكلات التي تواجه عملية تدريب CMATT؛ وهي التجنيد والهروب والولاء للوحدة.
في عام 2004، أُنشئت خلية جوية صغيرة ضمن فريق التدريب العسكري للقوات الجوية العراقية (CMATT)، مؤلفة من ضباط التحالف، لتوجيه عملية إنشاء القوة الجوية العراقية الجديدة. وشُكِّلت فرق دعم استشاري في البصرة وكركوك والتاجي وتليل لبناء القدرات داخل وحدات القوات الجوية العراقية الجديدة.

## الحل
حُلَّ فريق التدريب الاستشاري للجيش العراقي الجديد بعد إنشاء MNSTC-I في يونيو ويوليو 2004. كان الهدف الأولي للجيش العراقي الجديد، المتمثل في تطوير فرق ميكانيكية على الطراز الأمريكي للدفاع عن البلاد من الغزو من جيرانها المحيطين، كان لا بد من تغييره إلى تطوير قوات الأمن اللازمة لحماية السكان العراقيين من التمرد العراقي. اُستُبدِلَ بفريق التدريب الاستشاري لجيش التحالف.
اُستُبدِلَ الخلية الجوية، كجزء من قيادة القوات المتعددة الجنسيات للتدريب في العراق، بفريق انتقال القوات الجوية للتحالف، الذي أُنشِئ في 18 نوفمبر/تشرين الثاني 2005.

## روابط خارجية
- جون بايك، " إعادة بناء الجيش العراقي ". GlobalSecurity.org، ٢٠٠٥.
- وزارة الدفاع، http://www.defenselink.mil/transcripts/2004/tr20040121-1181.html| العراق الغزو الأمريكي للعراق - - جاي غارنر - بول بريمر - الحكومة العراقية المؤقتة - غازي الياور - إياد علاوي - الانتخابات العراقية - جلال الطالباني - إبراهيم الجعفري - نوري المالكي - إعدام صدام حسين |
| تحرير |